# Prottes
Prottes är en ort och kommun  i Österrike. Den ligger i distriktet Gänserndorf i förbundslandet Niederösterreich,  34 km nordost om huvudstaden Wien.